# Tubipora
Tubipora es un género de corales marinos, el único de la familia Tubiporidae, que pertenece al suborden Stolonifera, del orden Alcyonacea, dentro de la subclase Octocorallia. 
Son octocorales que comparten la característica de tener pólipos cortos individuales y retráctiles, conectados por estolones. La conexión de los estolones de los corales forma una red de pólipos, a través de una materia sólida, que usualmente es incrustante y ocasionalmente forma elementos verticales en forma de tubos de órgano, como en la especie Tubipora musica.
Las especies incluidas en esta familia tienen pobremente desarrollado el mesenterio, y, por tanto, no están adaptadas a capturar presas. Su alimentación es fotosintética y mediante absorción de materia orgánica disuelta en el agua.

## Especies
Se reconocen las siguientes especies:
- Tubipora chamissonis. Ehrenberg, 1834
- Tubipora fimbriata. Dana, 1846
- Tubipora hemprichi. Ehrenberg, 1834
- Tubipora musica. Linnaeus, 1758
- Tubipora syringa. Dana, 1846